# Giải bóng đá U-21 Quốc tế Báo Thanh Niên
Giải bóng đá U-21 Quốc tế Báo Thanh Niên là giải bóng đá giao hữu quốc tế thường niên do Báo Thanh Niên kết hợp với Liên đoàn bóng đá Việt Nam (VFF) tổ chức. Đây là giải bóng đá dành cho đội tuyển bóng đá U-21 lựa chọn từ vòng chung kết giải bóng đá U-21 quốc gia của Việt Nam và một số đội bóng khách mời. Lần tổ chức đầu tiên là năm 2007.

## Lịch sử
Ngày 23 tháng 10 năm 2007, tại khách sạn Yasaka ở Nha Trang, giải bóng đá quốc tế báo Thanh Niên 2007 - lần thứ nhất đã chính thức được khởi động bằng buổi họp báo trang trọng. Ông Đặng Thanh Tịnh, Phó Tổng biên tập báo Thanh Niên nhấn mạnh mục đích của giải là tạo sân chơi cho các cầu thủ trẻ Việt Nam và khu vực, giúp các cầu thủ có cơ hội cọ xát, thi đấu quốc tế để có thể đứng vào hàng ngũ đội tuyển Olympic và quốc gia, làm phong phú thêm hệ thống thi đấu của Việt Nam và khu vực. Qua đó, giải U-21 Quốc tế báo Thanh Niên sẽ là giải đấu được duy trì thường niên, trở thành sân chơi truyền thống của bóng đá trẻ khu vực. 
Tham dự giải U-21 Quốc tế Cúp báo Thanh Niên 2007 có 4 đội bóng là chủ nhà U-21 Việt Nam, U-21 Thái Lan, U-21 Singapore và U-21 Myanmar. Các đội bóng sẽ thi đấu vòng tròn một lượt tính điểm chọn ra đội vô địch. Các trận đấu của giải diễn ra từ ngày 20 tháng 10 đến ngày 28 tháng 10 năm 2007 trên Sân vận động Nha Trang, Thành phố Nha Trang, Khánh Hòa.
Từ năm 2008, giải đấu được tăng lên thành 6 đội bóng. U-21 Việt Nam là đội bóng đoạt chức vô địch nhiều nhất với 5 lần.

## Tổng hợp kết quả
| 2007 | U-21 Việt Nam          | 1–0         | U-21 Thái Lan      | U-21 Singapore         | 2–1         | U-21 Myanmar    |
| 2008 | U-20 Iran              | 2–1         | U-19 Thái Lan      | U-21 Việt Nam          | 1–0         | U-21 Singapore  |
| 2009 | U-21 Trung Quốc        | 4–2         | U-21 Việt Nam      | U-19 Việt Nam          | 2–1         | U-21 Singapore  |
| 2010 | U-19 Việt Nam          | 2–1         | U-21 Thái Lan      | U-21 Việt Nam          | 1–0         | U-21 Malaysia   |
| 2011 | U-21 Việt Nam          | 2–1         | U-21 Iran          | U-17 Học viện Aspire   | 2–1         | U-21 Thái Lan   |
| 2012 | U-21 Malaysia          | 1–0         | U-21 Việt Nam      | U-21 Sydney            | 2–1         | U-21 Thái Lan   |
| 2013 | U-21 Việt Nam          | 1–1 (4–1 p) | U-21 Sydney        | U-21 Malaysia          | 2–1         | U-21 Myanmar    |
| 2014 | U-19 Hoàng Anh Gia Lai | 3–0         | U-21 Thái Lan      | U-21 Việt Nam          | 2–1         | U-21 Malaysia   |
| 2015 | U-21 Hoàng Anh Gia Lai | 2–0         | U-18 Hàn Quốc      | U-21 Singapore         | 1–1 (6–5 p) | U-21 Việt Nam   |
| 2016 | U-21 Yokohama          | 1–0         | U-21 Thái Lan      | U-21 Hoàng Anh Gia Lai | 1–0         | U-21 Việt Nam   |
| 2017 | U-21 Yokohama          | 2–0         | U-21 Việt Nam      | U-21 Myanmar           | 4–2         | U-21 Thái Lan   |
| 2018 | U-21 Việt Nam          | 2–2 (5–3 p) | U-21 Myanmar       | U-21 Malaysia          | 2–0         | U-21 Gimhae CFC |
| 2019 | U-21 Việt Nam          | 2–0         | Sinh viên Nhật Bản | U-19 FK Sarajevo       | 1–0         | Đại học Hanyang |